# Holger Berg
Holger Berg (* 21. März 1950 in Aumühle) ist deutscher Theaterregisseur.

## Leben
Holger Berg absolvierte eine Ausbildung zum Schauspieler und arbeitete anschließend von 1974 bis 1978 als Regieassistent am Hamburger Thalia Theater in Hamburg. Anfang der 1980er Jahre folgten erste Inszenierungen in Göttingen und Karlsruhe. 
Sein Weg führte ihn weiter über das Schauspielhaus Zürich ans Deutsche Schauspielhaus Hamburg, wo er Der kaukasische Kreidekreis von Bertolt Brecht und Wer hat Angst vor Virginia Woolf? von Edward Albee inszenierte, und an das Frankfurter Schauspielhaus, wo er Tod eines Handlungsreisenden von Arthur Miller, Der zerbrochne Krug von Heinrich von Kleist, Der Park von Botho Strauß, Hamlet von William Shakespeare und Don Carlos von Friedrich Schiller auf die Bühne brachte. Ende der 1980er-Jahre ging Berg an das Staatstheater Hannover und an das Berliner Schillertheater.
Berg war von 1993 bis 1999 Schauspieldirektor am Staatstheater Nürnberg. Außerdem inszenierte er Das Spiel ums Baby von Edward Albee am Wiener Burgtheater, Der Prinz von Homburg von Heinrich von Kleist bei den Bad Hersfelder FestspielenDas Fest nach dem gleichnamigen Film von Thomas Vinterberg, sowie Der Kaufmann von Venedig von William Shakespeare am Staatstheater Braunschweig.
In der aktuellen Spielzeit ist Berg unter anderem am Altonaer Theater tätig, wo im Januar 2007 unter seiner Regie Alan Ayckbourns Komödie Doppeltüren Premiere feierte.